# Bahnhof Oschersleben (Bode)
Der Bahnhof Oschersleben (Bode) ist ein Bahnhof an der Bahnstrecke Magdeburg–Thale in Oschersleben (Bode) im Land Sachsen-Anhalt. Er war nach seiner Fertigstellung Grenzbahnhof zwischen dem Königreich Preußen und dem Herzogtum Braunschweig, was auf seine bauliche Gestaltung Einfluss hatte.

## Lage und Aufbau
Die als Bahnhof klassifizierte Betriebsstelle befindet sich im Kilometer 38,2 der Bahnstrecke Magdeburg–Thale zwischen Magdeburg Hbf und Halberstadt. Im Bahnhof endeten zudem die Bahnstrecke Wolfenbüttel–Oschersleben über Jerxheim und die Bahnstrecke Oschersleben–Schöningen der Oschersleben-Schöninger Eisenbahn-Gesellschaft. Diese beiden Strecken waren seit 1945 an der Grenze der Besatzungszonen unterbrochen und sind seit 1993 beziehungsweise 1969 stillgelegt. Ihre Gleise lagen nördlich des Empfangsgebäudes.
Der bestehende Bahnhof verfügt über zwei Hauptgleise mit zwei Bahnsteigen für den Reisezugverkehr. Gleis 1 weist einen Hausbahnsteig auf, Gleis 2 hat einen höhengleich zugänglichen Seitenbahnsteig. Beide Bahnsteige weisen eine Höhe von 55 Zentimeter bei einer Nutzlänge von 140 Metern auf. Die Ausfahrt in Richtung Magdeburg ist zweigleisig, in Richtung Halberstadt wird eingleisig gefahren.
Die Bedienung und Überwachung der signaltechnischen Einrichtungen erfolgt vom Stellwerk Of (Bauart GS II DR) aus, es steht in Höhe des Bahnübergangs Schermker Straße (B 246) an der Ausfahrt in Richtung Magdeburg. Bis 1998 diente das Gebäude als reiner Schrankenposten. Neben dem Befehlsstellwerk sind weitere ehemalige Stellwerksbauten im Bahnhof erhalten.

## Geschichte

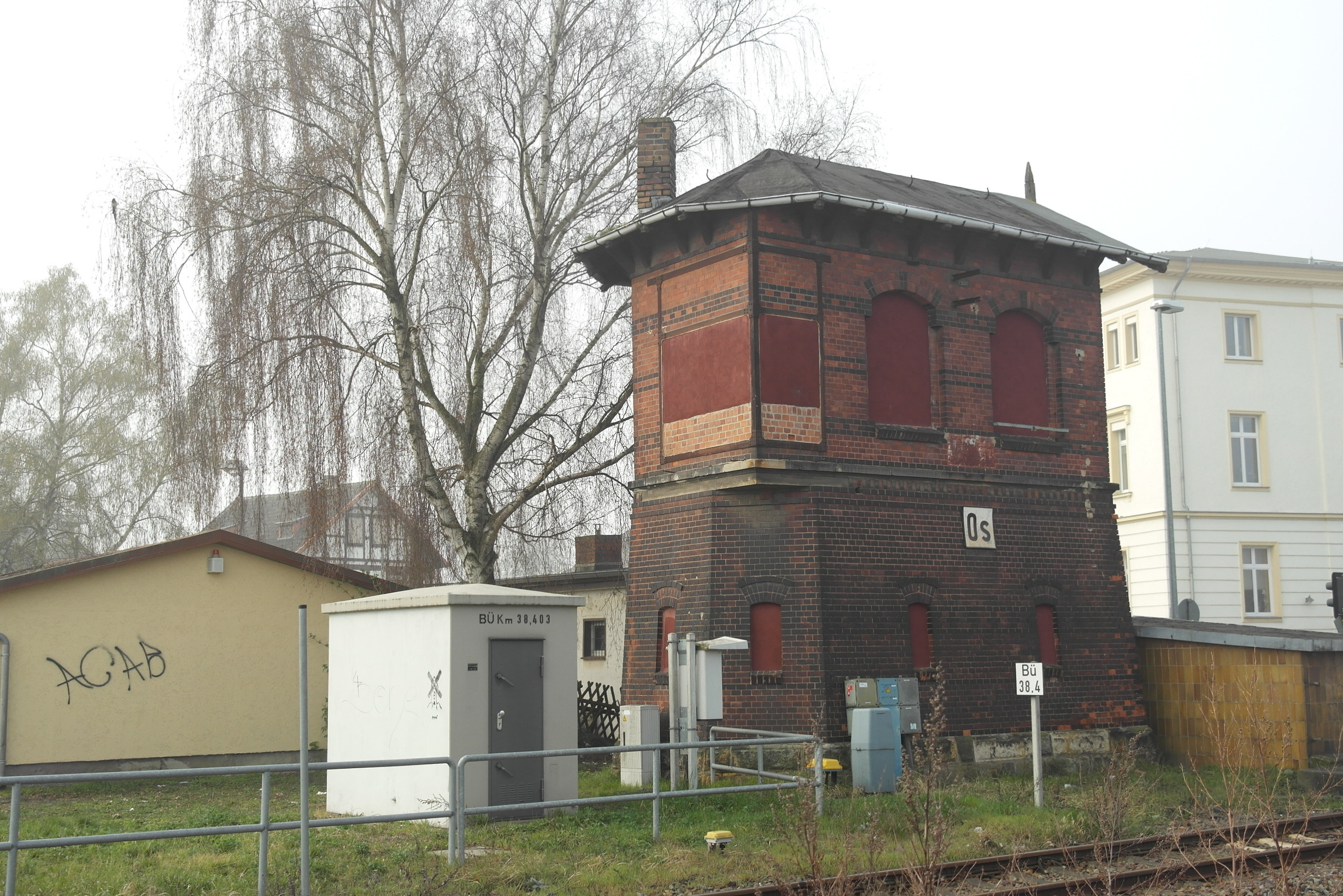
Ehemaliges Wärterstellwerk Os, 2014

Der Bahnhof Oschersleben (Bode) wurde 1843 beim Bau der Magdeburg-Halberstädter Eisenbahn errichtet. Gleichzeitig wurde die Strecke nach Jerxheim und Braunschweig durch die Herzoglich Braunschweigische Staatseisenbahn gebaut. Da seinerzeit das Königreich Preußen und das Herzogtum Braunschweig unterschiedlichen Steuer- und Zollvereinen angehörten, waren beim Umsteigen in Oschersleben Grenz- und Zollkontrollen erforderlich. Der als Keilbahnhof ausgeführte Bahnhof ist deshalb eine symmetrische Anlage, die alle wichtigen Einrichtungen wie Flaggenturm, Zollstation und Fahrkartenschalter doppelt beherbergte: im Nordflügel für die braunschweigische und im Südflügel für die preußische Seite. Das Bahnhofsgebäude verfügte über Passagierzimmer, Speisesaal, Tanzsaal, Wirtschaftsräume und Wohnräume. Der russische Kaiser Alexander II. und der spätere deutsche Kaiser Friedrich III. sind in Oschersleben umgestiegen. 1899 wurde eine weitere Strecke nach Schöningen eröffnet. 1931 hielt der Schienenzeppelin von Franz Kruckenberg in Oschersleben.
Während des Zweiten Weltkrieges kam es am 28. Juli 1943, am 11. Januar 1944 sowie am 20. Februar 1944 zu alliierten Luftangriffen auf den Bahnhof. Nach dem Einmarsch amerikanischer Truppen am 11. April 1945 ruhte der Bahnbetrieb zunächst für eine Woche und wurde am 18. April 1945 wieder aufgenommen. Ab dem 1. Juli 1945 unterstand die Stadt dem Kommando der SMAD, woraufhin der Verkehr wiederum vorübergehend ruhte.
Die Strecken nach Braunschweig und Schöningen wurden nach 1945 unterbrochen und auch nach der deutschen Einheit 1990 nicht wieder in Betrieb genommen. Auf der Strecke nach Jerxheim sollen bis Mai 1946 noch vereinzelte Fahrten stattgefunden haben. Bis 1992 fand noch Personenverkehr bis Gunsleben beziehungsweise bis 1969 nach Hötensleben statt. Bei der Umgestaltung des Bahnhofsvorplatzes wurden die Gleise auf der Nordseite des Bahnhofs entfernt, erhalten sind sie jenseits der Straße Alte Post parallel zur Windthorststraße. 2007 wurde am Bahnhof ein Busbahnhof in Betrieb genommen.
Der einst rege frequentierte, 5,5 ha große Rangierbahnhof verlor nach 1990 schnell an Bedeutung und wurde schließlich 2006 gänzlich aufgelassen. Ab Juli 2014 erfolgte der Abbruch der Gleisanlagen und der Betriebsgebäude.
Das imposante und unter Denkmalschutz stehende Empfangsgebäude war lange Zeit ungenutzt. Die Oschersleber Wohnungsbau- und Verwaltungsgesellschaft BEWOS kündigte im Mai 2013 die Wiederbelebung des Areals an. Die zwischenzeitlich angedachte Errichtung eines Schwimmbades auf nicht mehr für den Bahnverkehr genutzten Grundstücksteilen wurde zunächst nicht verwirklicht. Erst im September 2018 wurde im Stadtrat der Bau beschlossen. Das Fahrdienstleiterstellwerk Opf wurde im Oktober 2018 abgerissen, weil es für eine Nachnutzung zu nah am Gleis stand. Einen Teil des Grundstücks nutzt die Stadt für die Errichtung eines Jugendzentrums. Im Mai 2019 wurde mit der Sanierung des Bahnhofsgebäudes begonnen, die im September 2021 abgeschlossen wurde. Die Eigentümerin, die BEWOS Wohnungsbau- und Verwaltungsgesellschaft Oschersleben, hat darin ihren Firmensitz, des Weiteren wird das Gebäude unter anderem von zwei Arztpraxen genutzt. Das Foyer dient als Warteraum und für Veranstaltungen.

## Bahnbetriebswerk

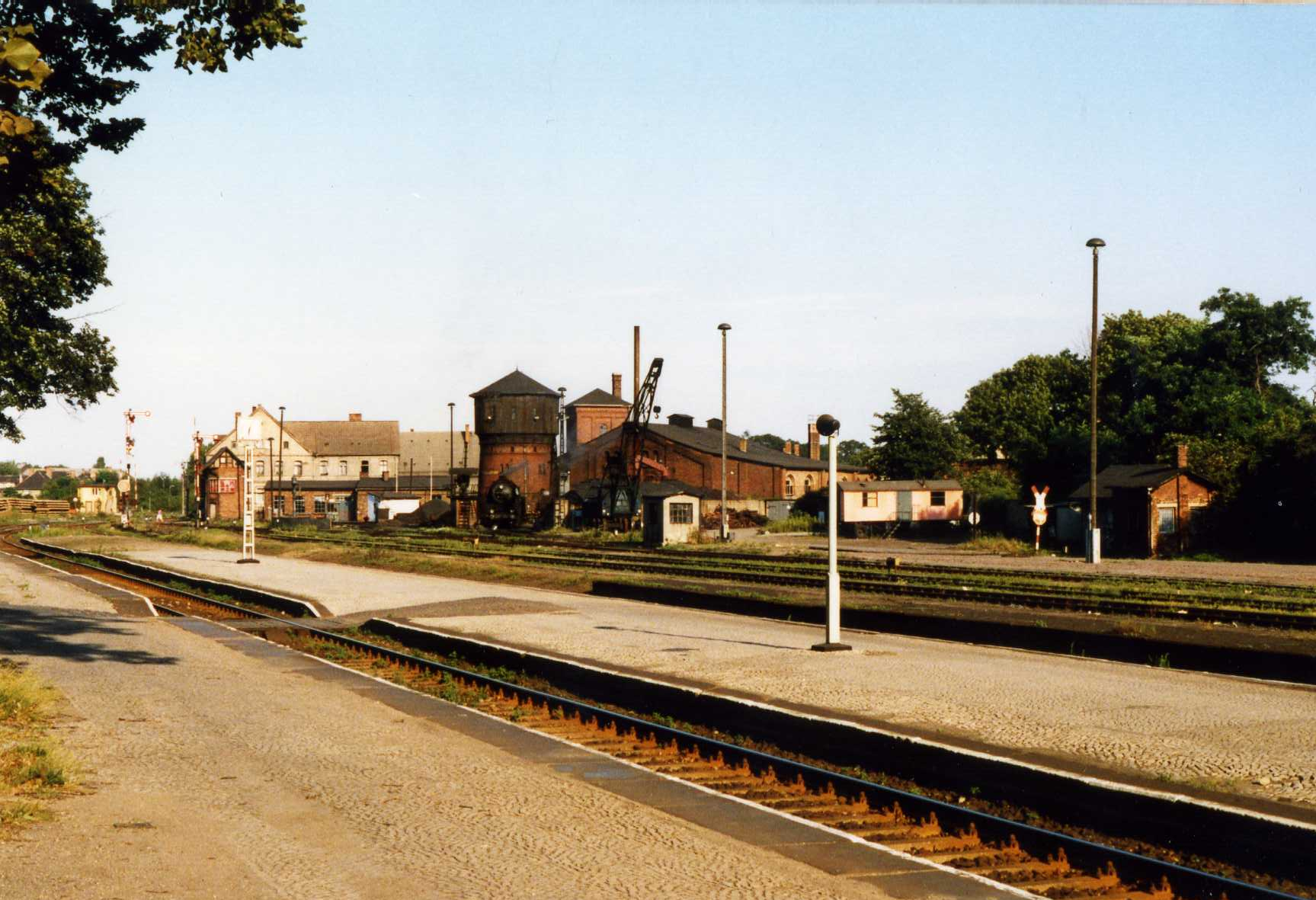
Bahnhof Oschersleben (Bode), im Hintergrund das Bahnbetriebswerk, 1988

Mit dem Bau des Bahnhofs errichtete die Magdeburg-Halberstädter Eisenbahngesellschaft eine Lokstation in Oschersleben. Zwischen 1900 und 1901 baute die Königliche Eisenbahndirektion Magdeburg die Anlage zum Bahnbetriebswerk (Bw) aus. Das Bw entstand südöstlich des Empfangsgebäudes. Es umfasste einen siebenständigen Ringlokschuppen mit vorgelagerter Drehscheibe, einen Wasserturm und weitere Betriebsgebäude. Nach der Gründung der Deutschen Reichsbahn führte diese die Anlagen erneut wieder als Lokbahnhof. Zwischen 1951 und 1963 war das Bw Oschersleben erneut eine eigenständige Dienststelle der Reichsbahn, ab 1963 unterstand es dem Bw Halberstadt. Es wurde nach der Wende am 26. September 1992 geschlossen. Ein Teil der Anlagen sind noch erhalten.

## Verkehrsanbindung
Bis zur deutschen Wiedervereinigung hielten außer Personenzügen auch fast alle Schnellzüge von Berlin nach Halberstadt (Reichsbahn-Strecke 700) in Oschersleben. Fernzüge verkehren heute nicht mehr. Der Oscherslebener Bahnhof hatte auch für den Güterverkehr eine große Bedeutung, insbesondere für die Verladung von Zuckerrüben aus der Magdeburger Börde.
Es halten Züge von Regionalverkehre Start Deutschland in Oschersleben (Bode). Eingesetzt werden seit 9. Dezember 2018 nur noch Dieseltriebwagen der Baureihe 1648. In den Jahren zuvor wurden auch Dieseltriebwagen der Baureihen 640 und 642 eingesetzt. Seit vielen Jahren besteht zudem eine umsteigefreie Verbindung am Wochenende aus/in Richtung Potsdam und Berlin.

### Regionalverkehr
| Linie                    | Linienverlauf | Linienverlauf | Takt (min)              |
| ------------------------ | --- | --- | ----------------------- |
| HBX                      | Berlin – Potsdam – Magdeburg – Oschersleben (Bode) – Halberstadt –                                               | Wegeleben – Quedlinburg – Thale                                                                                  | 0Fr–So                  |
| HBX                      | Berlin – Potsdam – Magdeburg – Oschersleben (Bode) – Halberstadt –                                               | Wernigerode – Ilsenburg – Vienenburg – Goslar                                                                    | 0Fr–So                  |
| RE 11                    | Magdeburg – Oschersleben (Bode) – Nienhagen – Halberstadt –                                                      | Wegeleben – Quedlinburg – Thale                                                                                  | 060                     |
| RE 21                    | Magdeburg – Oschersleben (Bode) – Nienhagen – Halberstadt –                                                      | Wernigerode – Ilsenburg – Vienenburg – Goslar                                                                    | 120                     |
| RE 31                    | Magdeburg – Oschersleben (Bode) – Nienhagen – Halberstadt –                                                      | Langenstein – Blankenburg (Harz)                                                                                 | 120                     |
| RB 43                    | Oschersleben (Bode) – Hadmersleben – Langenweddingen – Osterweddingen – Dodendorf – Magdeburg-Buckau – Magdeburg | Oschersleben (Bode) – Hadmersleben – Langenweddingen – Osterweddingen – Dodendorf – Magdeburg-Buckau – Magdeburg | 060 (Mo–Fr) 120 (Sa–So) |
| Stand: 15. Dezember 2024 | | |                         |

Die Linie RE 11 fährt zwischen Magdeburg und Halberstadt als Zugverband mit den Linien RE 21 und RE 31, wobei in der einen Stunde der RE 21 und in der anderen Stunde der RE 31 gemeinsam mit dem RE 11 verkehrt. In Halberstadt findet jeweils eine Zugvereinigung bzw. Zugtrennung statt.

### Öffentlicher Nahverkehr
Am Bahnhofsvorplatz befindet sich der Busbahnhof, von dem Regionalbuslinien der BördeBus Verkehrsgesellschaft sowie der PlusBus des Bahn-Bus-Landesnetz Sachsen-Anhalt auf folgenden Verbindungen verkehren:
- Linie 600: Oschersleben ↔ Seehausen ↔ Dreileben ↔ Rottmersleben ↔ Haldensleben
- Linie 603: Oschersleben ↔ Klein Wanzleben ↔ Wanzleben ↔ Hohendodeleben ↔ Magdeburg